# 中国科学院地球环境研究所
中国科学院地球环境研究所是中华人民共和国的一所地质环境科学研究机构，是中国科学院的直属研究单位，位于陕西省西安市。

## 历史沿革
1985年10月，中国科学院西安黄土与第四纪地质研究室成立。1987年被中国科学院正式批准为开放研究实验室。1995年11月成为中国科学院黄土与第四纪地质国家重点实验室。1998年升格为地球环境研究所。